# Diana Riba i Giner
Diana Riba i Giner (ur. 21 lutego 1975 w Barcelonie) – hiszpańska i katalońska polityk oraz pedagog, posłanka do Parlamentu Europejskiego IX i X kadencji.

## Życiorys
Absolwenta pedagogiki na Uniwersytecie Barcelońskim. Pracowała w fundacji CIREM, zajmującej się m.in. działalnością kulturalną. Otworzyła również własną księgarnię dla dzieci i młodzieży.
Żona polityka Raüla Romevy, tymczasowo aresztowanego w listopadzie 2017 razem z grupą innych byłych ministrów katalońskich pod zarzutami m.in. wszczęcia buntu. Współtworzyła w tym samym miesiącu i objęła funkcję skarbnika w stowarzyszeniu Associació Catalana pels Drets Civils, powołanym dla wspierania uwięzionych polityków oraz ich rodzin. Związała się z Republikańską Lewicą Katalonii; z jej rekomendacji wystartowała w wyborach europejskich w 2019, uzyskując w nich mandat eurodeputowanej IX kadencji. Z powodzeniem ubiegała się o reelekcję w 2024.